# Liste der Biografien/Lina
Liste der Biografien |
Portal Biografien |
Personensuche
# |
A |
B |
C |
D |
E |
F |
G |
H |
I |
J |
K |
L |
M |
N |
O |
P |
Q |
R |
S |
T |
U |
V |
W |
X |
Y |
Z |
?
 
La |
Lb |
Lc |
Le |
Lg |
Lh |
Li |
Lj |
Ll |
Lm |
Lo |
Lp |
Lt |
Lu |
Lv |
Lw |
Lx |
Ly |
Lz
 
Lia |
Lib |
Lic |
Lid |
Lie |
Lif |
Lig |
Lih |
Lii |
Lij |
Lik |
Lil |
Lim |
Lin |
Lio |
Lip |
Liq |
Lir |
Lis |
Lit |
Liu |
Liv |
Liw |
Lix |
Liy |
Liz
 
Lina |
Linb |
Linc |
Lind |
Line |
Linf |
Ling |
Linh |
Lini |
Linj |
Link |
Linl |
Linn |
Lino |
Linp |
Lins |
Lint |
Linu |
Linv |
Linw |
Linx |
Liny |
Linz
Die Liste der Biografien führt alle Personen auf, die in der deutschsprachigen Wikipedia einen Artikel haben. Dieses ist eine Teilliste mit 44 Einträgen von Personen, deren Namen mit den Buchstaben „Lina“ beginnt.

## Lina
- Lina (* 1984), südkoreanische Sängerin
- Lina Abu Akleh, palästinensisch-armenische Menschenrechtsaktivistin
- Lina, Dace (* 1981), lettische Langstreckenläuferin
- Lina, Joana (* 1957), angolanische Politikerin und Ökonomin
- Lina, Meddy (* 1986), französischer Fußballspieler
- Lina, Rebecca (* 1980), deutsche Schauspielerin

### Linac
- Linacre, Thomas († 1524), englischer Arzt, Mathematiker und Gelehrter; gilt als Begründer des Humanismus in England

### Linak
- Linaker, John (* 1939), britischer Hindernis-, Mittelstrecken- und Langstreckenläufer
- Linaker, Kay (1913–2008), US-amerikanische Schauspielerin und Drehbuchautorin

### Linan
- Liñán y Cisneros, Melchor (1629–1708), Erzbischof von Lima, Gouverneur von Neu-Granada, Vizekönig von Peru
- Liñán, Felipe (1932–1975), mexikanischer Radrennfahrer
- Liñán, Manuel (* 1980), spanischer Flamenco-Tänzer und ChoreografManuel Liñán (* 1980)

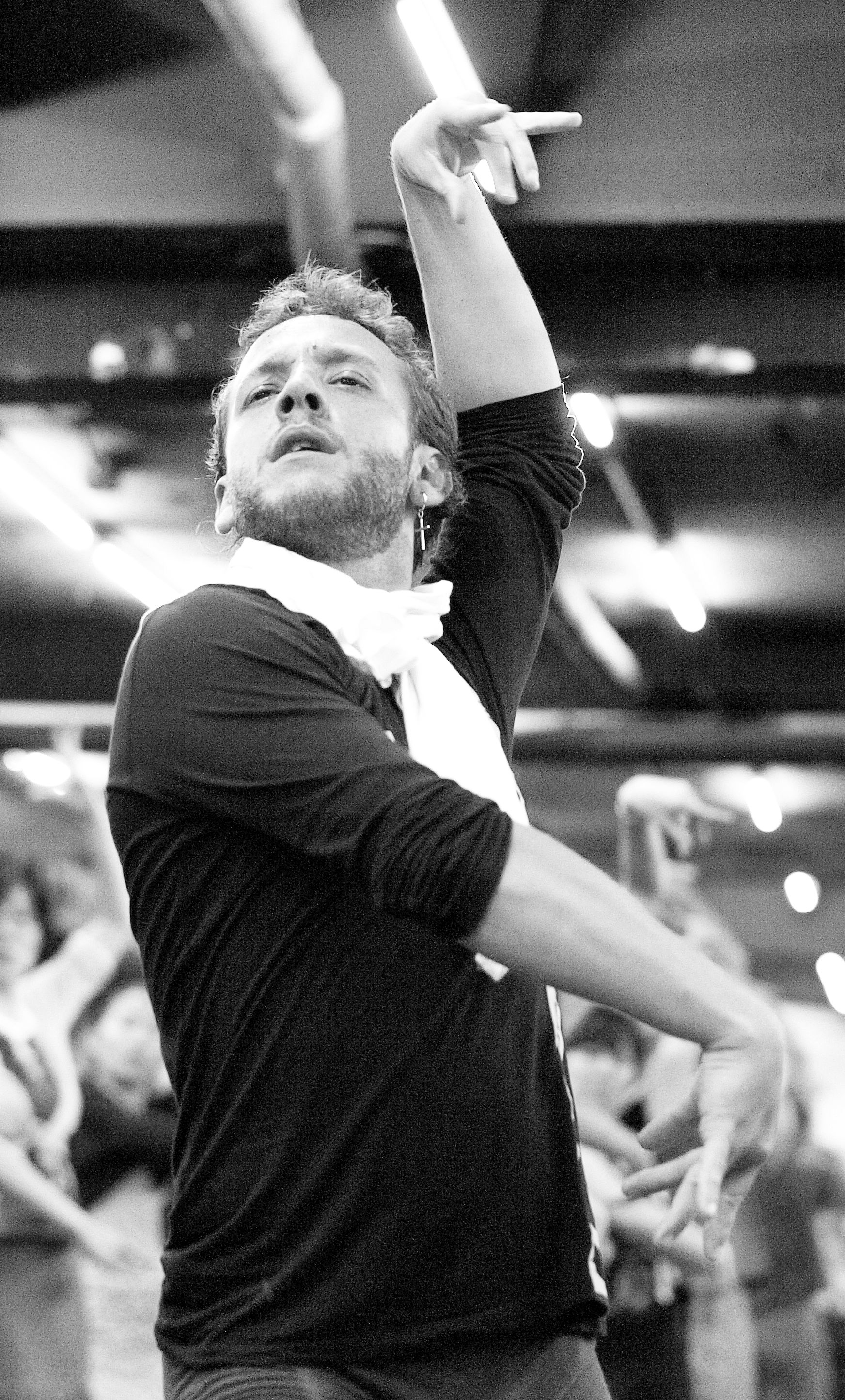
Manuel Liñán (* 1980)

- Liñán, Pascual (1775–1855), spanischer Offizier
- Linange, René Godeffroi Le Hachard, Prince de Chabanois, Comte de, französischer Betrüger
- Linant de Bellefonds, Louis Maurice Adolphe (1799–1883), französischer Forschungsreisender und Ingenieur

### Linar
- Linard, Hubert (* 1953), französischer Radrennfahrer
- Linard, Jacques, französischer Maler
- Linardatos, Dimitrios (* 1984), deutscher Autor, Jurist und Hochschullehrer
- Linares Alcántara, Francisco (1825–1878), venezolanischer General und Politiker, Präsident der Republik Venezuela
- Linares Sandoval, Ramón Antonio (* 1936), venezolanischer Geistlicher und emeritierter Bischof von Barinas
- Linares, Carlos (* 1991), venezolanischer Bahn- und Straßenradrennfahrer
- Linares, Carmen (* 1951), spanische Flamenco-Sängerin
- Linares, Diego (* 1993), mexikanischer Eishockeyspieler
- Linares, François de (1897–1955), französischer General
- Linares, Jorge (* 1985), venezolanischer Boxer
- Linares, José María (1808–1861), bolivianischer Präsident
- Linares, Kike (* 1999), spanisch-philippinischer Fußballspieler
- Linares, María (* 1970), kolumbianische Aktionskünstlerin
- Linares, María Teresa (1920–2021), kubanische Musikwissenschaftlerin und -pädagogin
- Linares, Marina (* 1967), deutsche Kunstwissenschaftlerin
- Linares, Natalia (* 2003), kolumbianische Sprinterin
- Linares, Omar (* 1967), kubanischer Baseballspieler
- Linares, Omar J. (* 1946), venezolanischer Paläobiologe und Mammaloge
- Linares, Rebeca (* 1983), spanische Pornodarstellerin
- Linarez, Leangel (* 1997), venezolanischer Radrennfahrer
- Linari, Elena (* 1994), italienische FußballspielerinElena Linari (* 1994)

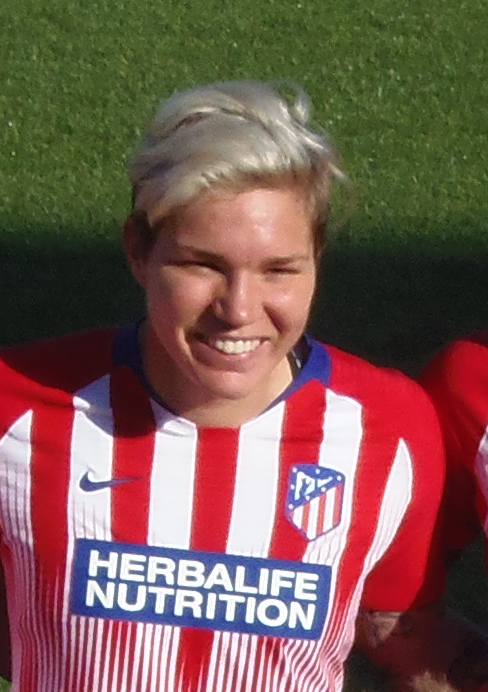
Elena Linari (* 1994)

- Linari, Pietro (1896–1972), italienischer Radrennfahrer
- Linart, Victor (1889–1977), belgischer Radrennfahrer
- Linartas, Marius (* 1973), litauischer Basketballtrainer
- Linartas, Martyna (* 1990), deutsche Politikwissenschaftlerin

### Linat
- Linati, Carlo (1878–1949), italienischer Schriftsteller

### Linau
- Linauer, Birgit (* 1970), österreichische Schauspielerin

### Linaw
- Linaweaver, Brad (1952–2019), US-amerikanischer Science-Fiction-Autor

### Linaz
- Linazza, Carlos (1933–2007), argentinischer Fußballspieler